# Stomias boa boa
Stomias boa boa és una subespècie de peix de la família dels estòmids i de l'ordre dels estomiformes present a l'oceà Atlàntic oriental (des de la Mediterrània occidental
fins a Mauritània,
i des d'Angola fins a Sud-àfrica),
el sud-oest de l'Oceà Atlàntic (des de Nunavut fins a l'Argentina), el sud-est del Pacífic (Xile) i les regions subantàrtiques de l'Índic.
És un peix marí i d'aigües profundes que viu entre 200-1.500 m de fondària.
Els mascles poden assolir 32,2 cm de longitud total.
Menja peixos i crustacis.
És depredat per Xiphias gladius,
Galeus melastomus, Merluccius paradoxus (a Namíbia) i Merluccius capensis (Namíbia).